# Фотокабина

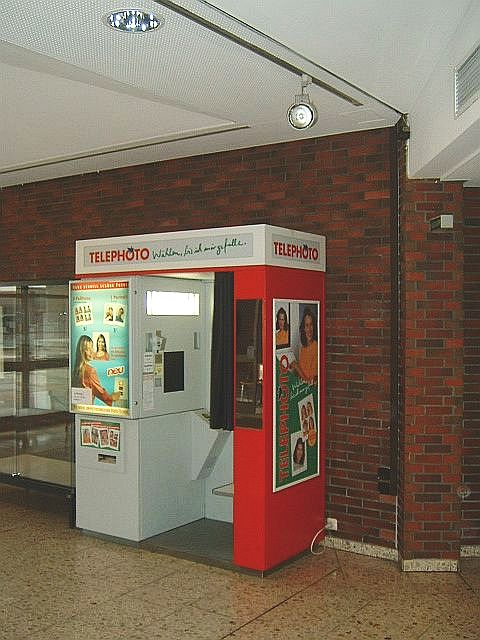
Фотокабина

Фотокабина, фотоавтомат (жарг. Фотобудка) — устройство для автоматической съёмки и изготовления фотографий на документы, разновидность торгового автомата и вендинговых технологий. Установка монтируется в отсеке специальной кабины с регулируемым стулом. До появления цифровой фотографии фотоавтоматы были самым быстрым способом получения документных снимков, которые были готовы через несколько минут, тогда как в фотоателье на срочный заказ уходило не меньше часа. Благодаря тому, что съёмка и изготовление фотографий происходят без участия фотографа, фотоавтоматы получили популярность в качестве развлечения созданием неформальных селфи.
В современном значении фотокабиной называется также терминал, предназначенный только для автоматической распечатки цифровых фотографий с носителя клиента. По ГОСТ Р 52112-2003 вид бытовой услуги по моментальному получению фотоотпечатков в присутствии заказчика.

## История

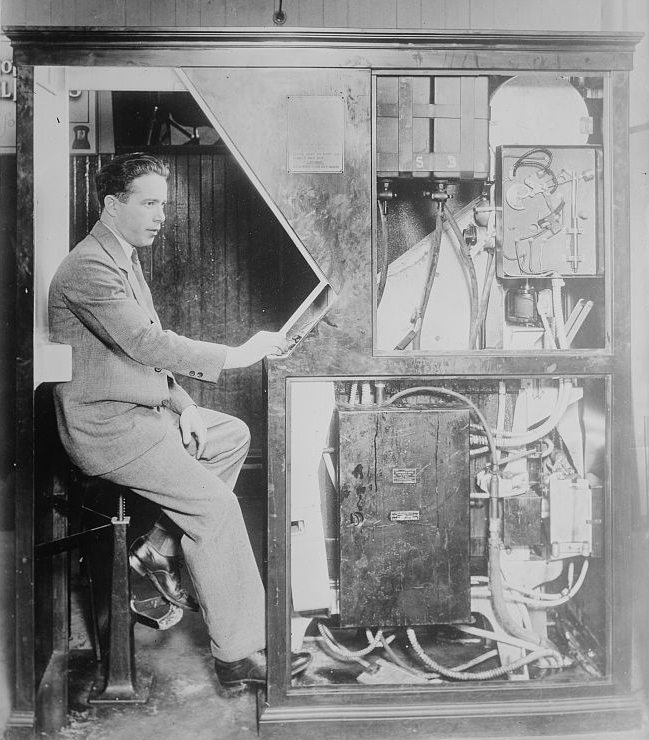
Изобретатель Анатоль Джозефо в фотокабине

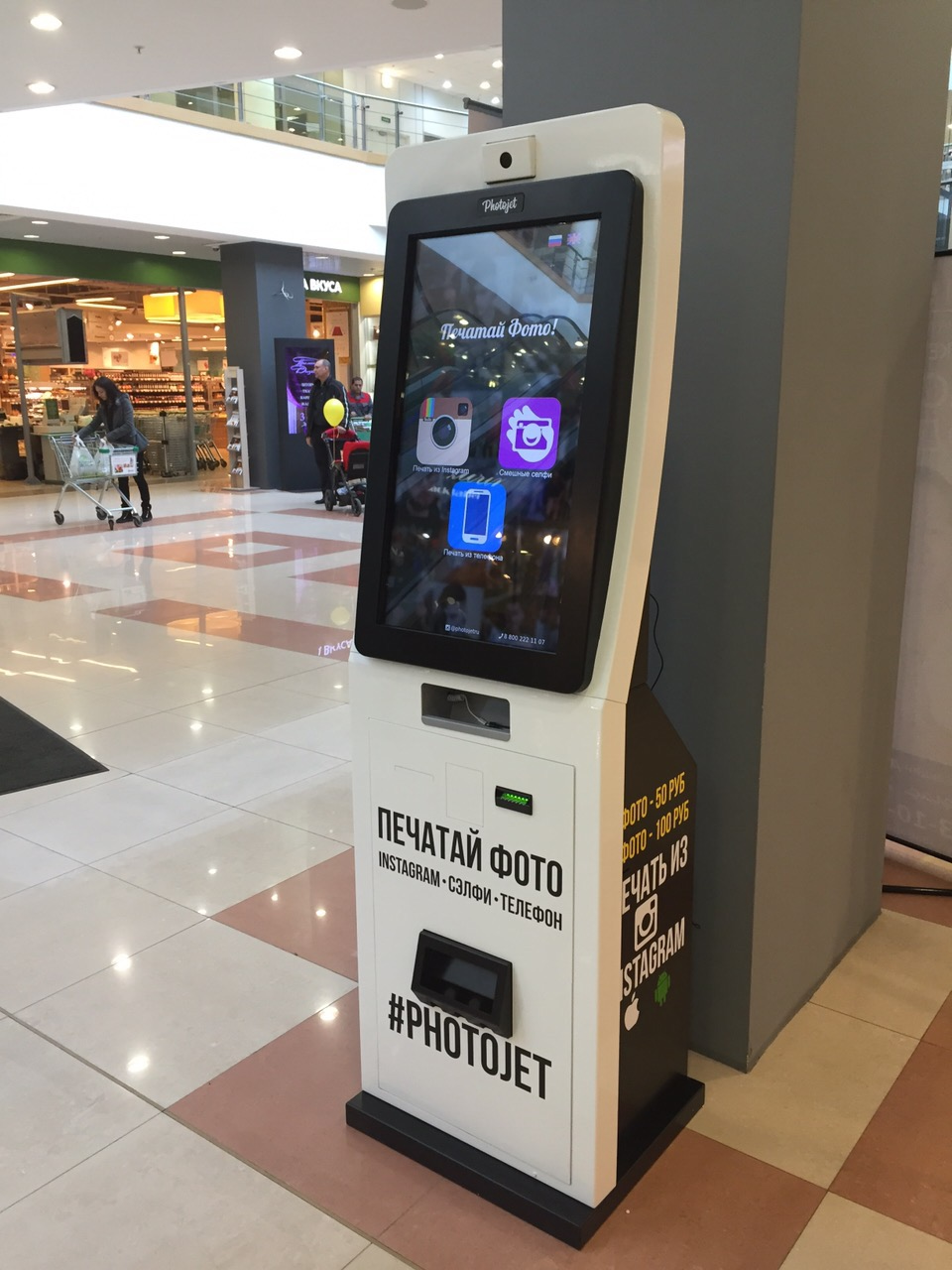
Пример современного терминала печати фотографий(фотоавтомата) Photojet модели Premium

Первую патентную заявку на фотокабину в 1888 году подали инженеры из Балтимора Уильям Поуп и Эдвард Пул (англ. William Pope, Edward Poole). Работоспособное устройство через год запатентовал и создал французский изобретатель Теофил Энгельберт. В 1889 году его фотоавтомат демонстрировался на Всемирной выставке в Париже. В 1924 году на Бродвее в Нью-Йорке была запущена первая фотокабина, сконструированная американским изобретателем российского происхождения Анатолем Марко Джозефо (Анатолий Йозефович). Фотокабины пользовались огромной популярностью и приносили такую прибыль, что вся компания «Photomaton» через несколько лет была продана за миллион долларов. Коммерческому успеху не смогли помешать даже Великая депрессия и Вторая мировая война. 
Фотокабина состоит из двух отсеков, в одном из которых на стуле располагается клиент, а в другом смонтировано фотооборудование. Аппаратный отсек первых фотокабин кроме купюроприёмника, фотоаппарата и осветительных фотовспышек содержал погружной фильм-процессор револьверного типа, производивший химико-фотографическую обработку снимков. Из-за этого ранние модели автоматов нуждались в подключении к водопроводу и канализации. Более поздние кабины были автономными и могли обходиться без обслуживания до трёх недель. Съёмка велась на обращаемую фотобумагу без промежуточного негатива, благодаря чему время готовности фотографий не превышало 3—5 минут. В процессе работы автомата через определённый интервал времени последовательно делались несколько снимков (чаще всего 4), которые получались в виде серии на полоске фотобумаги. 
Современные фотоавтоматы состоят из цифрового фотоаппарата, простейшего компьютера с контрольным монитором и цветного фотопринтера. Многие из них собираются кустарным образом из стандартных компонентов. Современная цифровая фотокабина оснащается более совершенным управлением, позволяющим выбирать формат и другие параметры снимка. Контроль изображения происходит не по зеркалу, как это было в аналоговых устройствах, а по монитору, установленному рядом с объективом камеры. После съёмки на мониторе выбирается один снимок, который распечатывается в нужном количестве экземпляров. В дальнейшем фотокабинами стали называться также устройства, не производящие фотосъёмку, а предназначенные для автоматической печати цифровых снимков, сделанных клиентом самостоятельно.

## Распространение в мире
Наиболее развита сеть фотокабин в Великобритании, Японии и Франции. Многие страны также имеют зрелый рынок фотокабин, но с более низким уровнем проникновения. К ним относятся Германия, Италия, Испания, страны Бенилюкса и Скандинавии. В СССР выпускался фотоавтомат ФА-1 с временем готовности снимка 9 минут. Однако, большинство автоматов, установленных в советских городах, были иностранного производства, главным образом модели 17 британской компании «Photo-Me International».
С распространением цифровой фотографии фотокабины утратили своё развлекательное значение, и используются только для документов. Энтузиасты международного фотобудочного движения поддерживают немногочисленные оставшиеся аналоговые фотоавтоматы, некоторые из которых продолжают работать в качестве аттракциона в общественных местах. Наиболее известны два из них: один установлен в центре современного искусства «Винзавод» в Москве, а другой, работавший в парке аттракционов в Сочи, был выставлен на продажу.

## Фотоавтомат в искусстве
- В фильме «Амели» один из главных героев занимается коллекционированием неудачных снимков, сделанных разными людьми в фотокабинах, а также пытается разгадать тайну мужчины, регулярно уничтожающего свои удачные снимки.
- В сюжете фильма «Чудак из пятого „Б“», снятого по книге Владимира Железникова, фотоавтомат используется персонажем для изготовления альбома с портретами подшефных первоклассников.
- В фильме «Асса» главный герой Бананан фотографируется в фотокабине со своей возлюбленной. Из полученного снимка он делает серьгу, за которую попадает в милицию.
- Во французской киноленте «Укол зонтиком» киллер убивает свою жертву в момент съёмки в фотокабине.
- Необычный характер изображения, даваемого обращаемой фотобумагой и освещением фотокабин, не прошёл мимо внимания деятелей современного искусства. Энди Уорхол заставлял своих моделей сниматься в фотоавтоматах, а полученные снимки затем использовал в качестве исходных изображений для картин[12].
- В рамках проекта «Unknown little boy/Unknown little girl» художником Пьером Фрэнкелем создана инсталляция из увеличенных снимков анонимных детей, снятых фотоавтоматом. Фотографии увеличены до гигантских размеров и установлены на стенах жилых домов[12].